# Mârouf, savetier du Caire

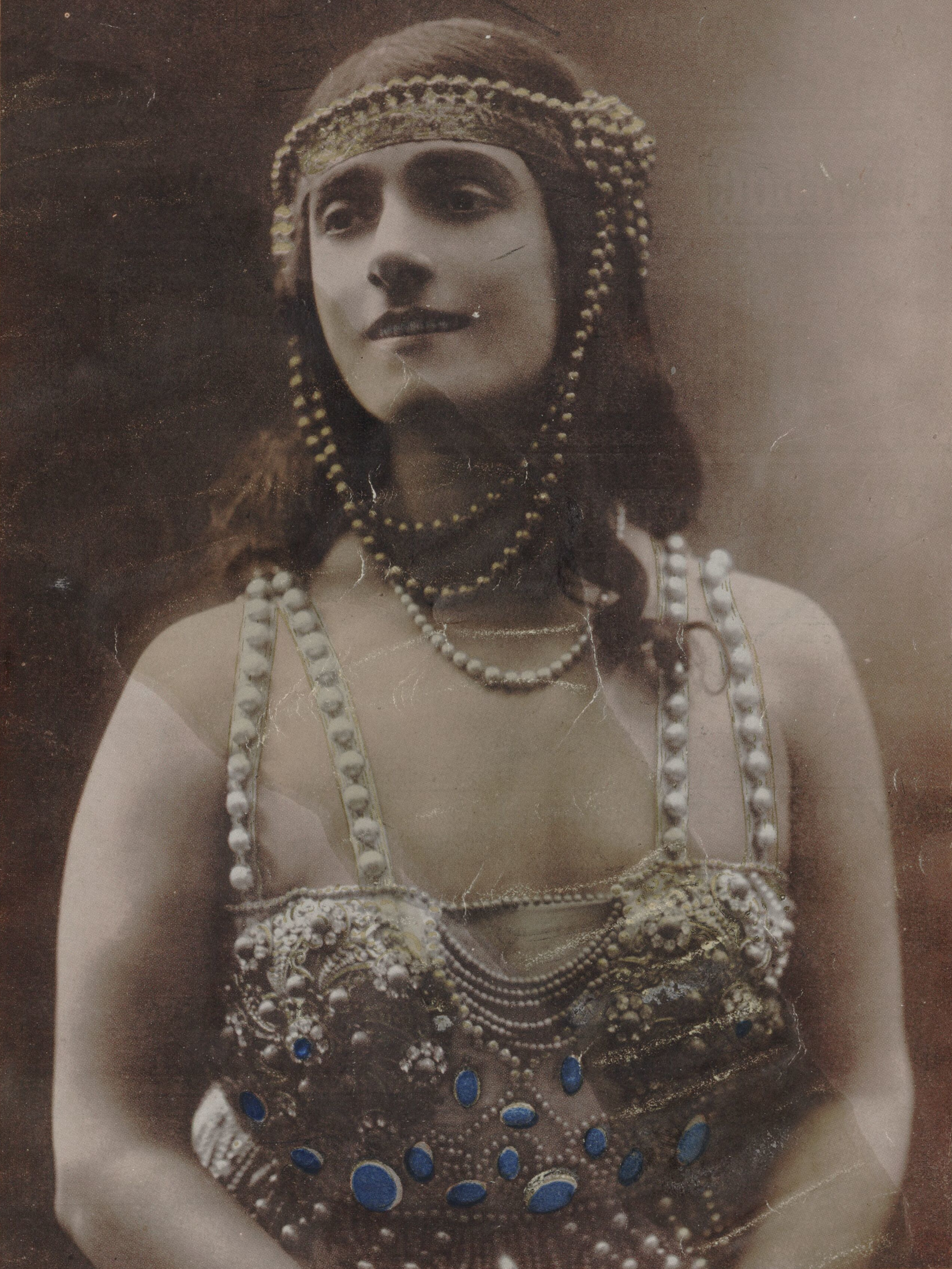
Marthe Davelli como la princesa Saamcheddine.

Mârouf, savetier du Caire (Maruf, zapatero de El Cairo) es una opéra comique con música de Henri Rabaud y libreto de Lucien Nepoty, basado en un cuento de Las mil y una noches. Mârouf se estrenó en la Opéra-Comique, París, el 15 de mayo de 1914. 

## Personajes
| Personaje             | Tesitura | Reparto del estreno Director: François Ruhlmann |
| --------------------- | -------- | ----------------------------------------------- |
| Mârouf                | barítono | Jean Périer                                     |
| Princesa Saamcheddine | soprano  | Marthe Davelli                                  |
| Fattoumah             | soprano  | Jeanne Tiphaine                                 |
| El sultán de Jiatan   | bajo     | Félix Vieuille                                  |
| Su visir              | bajo     | Delvoye                                         |
| Ali                   | bajo     | Daniel Vigneau                                  |